# Calcio agli Island Games 2001 - Torneo femminile
Il torneo di calcio femminile agli Island Games 2001, che si sono svolti sull'isola di Isola di Man, fu la prima edizione della competizione. I 14 incontri si svolsero tra l'8 ed il 13 luglio 2001 e videro la vittoria finale delle Isole Fær Øer.

## Formato
Le 7 squadre partecipanti furono suddivise in due gruppi, Gruppo 1 formato da quattro squadre e Gruppo 2 da tre. La prima fase prevedeva un girone all'italiana con gare di sola andata, mentre la seconda scontri diretti in base alla posizione in classifica nel gruppo, per decidere le posizioni dall'ottava alla prima. Le ultime classificate dei due gironi si affrontarono per l'assegnazione del sesto e settimo posto, il quinto fu assegnato all'Isola di Man mentre le prime due di gni girone si affrontarono in una fase di semifinale per decidere le due finaliste.

## Partecipanti
- Anglesey
- Guernsey
- Isola di Man
- Isola di Wight

- Isole Åland
- Fær Øer
- Jersey

## Competizione

### Fase a gironi

#### Gruppo 1
| Squadra        | P.ti | G | V | P | S | GF | GS | DR  |
| -------------- | ---- | - | - | - | - | -- | -- | --- |
| Isole Åland    | 9    | 3 | 3 | 0 | 0 | 29 | 2  | +27 |
| Jersey         | 6    | 3 | 2 | 0 | 1 | 7  | 7  | 0   |
| Isola di Wight | 3    | 3 | 1 | 0 | 2 | 2  | 18 | -16 |
| Guernsey       | 0    | 3 | 0 | 0 | 3 | 2  | 13 | -11 |

| 8 luglio 2001 | Isole Åland | 9 – 1                      | Guernsey |  |
| \| \| \| \| \| Johanna Mattsson 3’, 4’, 10’, 15’, 23’, 33’ Marika Morn 64’ Petra Andersson 66’, 73’ \| Marcatori \| Cecilia Engblom 77’ (aut.) \| |             |                            |          |  |
| |             |                            |          |  |
| Johanna Mattsson 3’, 4’, 10’, 15’, 23’, 33’ Marika Morn 64’ Petra Andersson 66’, 73’                                                              | Marcatori   | Cecilia Engblom 77’ (aut.) |          |  |

| 8 luglio 2001                                                                                                 | Jersey    | 4 – 0 | Isola di Wight |  |
| \| \| \| \| \| Marie Rolland 70’ Lynette le Gresley 75’ Kathryn Porter 77’ Sarah Gavey 80’ \| Marcatori \| \| |           |       |                |  |
| |           |       |                |  |
| Marie Rolland 70’ Lynette le Gresley 75’ Kathryn Porter 77’ Sarah Gavey 80’                                   | Marcatori |       |                |  |

| 9 luglio 2001 | Isola di Wight | 0 – 13 | Isole Åland |  |
| \| \| \| \| \| \| Marcatori \| Ing-Mari Holmberg , , , Daniela Haglund Cecilia Engblom Petra Andersson , , Marlene Morn Annica Sjolund , Jessica Sundqvist \| |                | |             |  |
| |                | |             |  |
| | Marcatori      | Ing-Mari Holmberg , Daniela Haglund Cecilia Engblom Petra Andersson , Marlene Morn Annica Sjolund , Jessica Sundqvist |             |  |

| 9 luglio 2001                                                 | Guernsey  | 0 – 2                       | Jersey |  |
| \| \| \| \| \| \| Marcatori \| Lynette le Gresley 51’, 75’ \| |           |                             |        |  |
|                                                               |           |                             |        |  |
|                                                               | Marcatori | Lynette le Gresley 51’, 75’ |        |  |

| 10 luglio 2001                                                                       | Isola di Wight | 2 – 1          | Guernsey |  |
| \| \| \| \| \| Tiffany Moul 39’ Gemma Woodford 83’ \| Marcatori \| Ann Machon 55’ \| |                |                |          |  |
|                                                                                      |                |                |          |  |
| Tiffany Moul 39’ Gemma Woodford 83’                                                  | Marcatori      | Ann Machon 55’ |          |  |

| 10 luglio 2001                                      | Jersey    | 1 – 7 | Isole Åland |  |
| \| \| \| \| \| Michaela Dawson \| Marcatori \| ? \| |           |       |             |  |
|                                                     |           |       |             |  |
| Michaela Dawson                                     | Marcatori | ?     |             |  |

#### Gruppo 2
| Squadra      | P.ti | G | V | P | S | GF | GS | DR  |
| ------------ | ---- | - | - | - | - | -- | -- | --- |
| Fær Øer      | 9    | 3 | 3 | 0 | 0 | 29 | 2  | +27 |
| Isola di Man | 6    | 3 | 2 | 0 | 1 | 7  | 7  | 0   |
| Anglesey     | 3    | 3 | 1 | 0 | 2 | 2  | 18 | -16 |

| 8 luglio 2001 | Fær Øer   | 11 – 0 | Isola di Man |  |
| \| \| \| \| \| Rannvá Andreasen 5’, 32’, 39’, 45’, 56’ Malena Josephsen 9’, 18’, 70’ Eyðvør úr Dímun 30’ Eyðfríð Kristiansen 41’ Sólvá Joensen 53’ \| Marcatori \| \| |           |        |              |  |
| |           |        |              |  |
| Rannvá Andreasen 5’, 32’, 39’, 45’, 56’ Malena Josephsen 9’, 18’, 70’ Eyðvør úr Dímun 30’ Eyðfríð Kristiansen 41’ Sólvá Joensen 53’                                   | Marcatori |        |              |  |

| 9 luglio 2001 | Fær Øer   | 7 – 0 | Anglesey |  |
| \| \| \| \| \| Helga Ellingagaard 6’, 48’, 52’ Oddvá Kristiansdóttir 57’ Halltóra Joensen 63’ Kristina ey Bjornsdóttir 66’, 80’ \| Marcatori \| \| |           |       |          |  |
| |           |       |          |  |
| Helga Ellingagaard 6’, 48’, 52’ Oddvá Kristiansdóttir 57’ Halltóra Joensen 63’ Kristina ey Bjornsdóttir 66’, 80’                                   | Marcatori |       |          |  |

| 10 luglio 2001                        | Isola di Man | 5 – 1 | Anglesey |  |
| \| \| \| \| \| ? \| Marcatori \| ? \| |              |       |          |  |
|                                       |              |       |          |  |
| ?                                     | Marcatori    | ?     |          |  |

### Fase finale

#### Finale 6º-7º posto
| 12 luglio 2001 | Guernsey | 8 – 1 | Anglesey |  |

#### Finali 1º-4º posto

##### Semifinali
| 12 luglio 2001 | Isola di Man | 1 – 11 | Isole Åland |  |
| \| \| \| \| \| Sarah McAdam 13’ \| Marcatori \| Ing-Mari Holmberg 7’ Annica Sjolund 8’ Marika Morn 19’, 22’, 29’, 33’ Daniela Haglund 53’ Sarah Holmstrom 69’ Jessica Sundqvist 82’, , \| |              | |             |  |
| |              | |             |  |
| Sarah McAdam 13’ | Marcatori    | Ing-Mari Holmberg 7’ Annica Sjolund 8’ Marika Morn 19’, 22’, 29’, 33’ Daniela Haglund 53’ Sarah Holmstrom 69’ Jessica Sundqvist 82’, |             |  |

| 12 luglio 2001 | Fær Øer   | 16 – 0 | Jersey |  |
| \| \| \| \| \| Rannvá Andreasen 1’, 14’, 16’, 31’, 57’ Helga Ellingagaard 20’, 21’ (rig.), 45’, 56’ Sólvá Joensen 30’, 81’, , , , , \| Marcatori \| \| |           |        |        |  |
| |           |        |        |  |
| Rannvá Andreasen 1’, 14’, 16’, 31’, 57’ Helga Ellingagaard 20’, 21’ (rig.), 45’, 56’ Sólvá Joensen 30’, 81’,                                           | Marcatori |        |        |  |

##### Finale 3º-4º posto
| 13 luglio 2001 | Isola di Man | 2 – 3 | Jersey |  |

#### Finale
| 13 luglio 2001 | Isole Åland | 4 – 5 (d.t.s.) | Fær Øer |  |

## Campione
ISOLE FæR ØER
(Primo titolo)

### Classifica finale
| Pos | Paese          | Medaglia |
| --- | -------------- | -------- |
| 1   | Fær Øer        | Oro      |
| 2   | Isole Åland    | Argento  |
| 3   | Jersey         | Bronzo   |
| 4   | Isola di Man   |          |
| 5   | Isola di Wight |          |
| 6   | Guernsey       |          |
| 7   | Anglesey       |          |